# Граб (Бијело Поље)
Граб је насеље у општини Бијело Поље у Црној Гори. Према попису из 2003. било је 501 становника (према попису из 1991. било је 605 становника).

## Демографија
У насељу Граб живи 402 пунолетна становника, а просечна старост становништва износи 40,2 година (36,7 код мушкараца и 44,1 код жена). У насељу има 154 домаћинства, а просечан број чланова по домаћинству је 3,25.
Ово насеље је углавном насељено Србима (према попису из 2003. године), а у последња три пописа, примећен је пад у броју становника.
|  |

| Демографија | Демографија | Демографија |
| Година      | Становника  | Становника  |
| ----------- | ----------- | ----------- |
|             |             |             |
|             |             |             |
|             |             |             |
|             |             |             |
| 1948.       | 812         |             |
| 1953.       | 933         |             |
| 1961.       | 1.087       |             |
| 1971.       | 1.065       |             |
| 1981.       | 805         |             |
| 1991.       | 605         | 595         |
| 2003.       | 517         | 501         |
|             |             |             |

| Етнички састав према попису из 2003.‍ | Етнички састав према попису из 2003.‍ | Етнички састав према попису из 2003.‍ | Етнички састав према попису из 2003.‍ | Етнички састав према попису из 2003.‍ |
| ------------------------------------ | ------------------------------------ | ------------------------------------ | ------------------------------------ | ------------------------------------ |
|                                      |                                      |                                      |                                      |                                      |
| Срби                                 | Срби                                 |                                      | 349                                  | 69,66%                               |
| Црногорци                            | Црногорци                            |                                      | 137                                  | 27,34%                               |
| Југословени                          | Југословени                          |                                      | 1                                    | 0,19%                                |
| непознато                            | непознато                            |                                      | 5                                    | 0,99%                                |

| Година пописа     | 1948. | 1953. | 1961. | 1971. | 1981. | 1991. | 2003. |
| ----------------- | ----- | ----- | ----- | ----- | ----- | ----- | ----- |
| Број домаћинстава | 136   | 165   | 204   | 210   | 166   | 158   | 155   |

| Број чланова      | 1   | 2  | 3  | 4  | 5  | 6  | 7  | 8 | 9 | 10 и више | Просек |
| ----------------- | --- | -- | -- | -- | -- | -- | -- | - | - | --------- | ------ |
| Број домаћинстава | 154 | 34 | 36 | 19 | 24 | 21 | 10 | 5 | 4 | 0         | 1      |

| Пол    | Укупно | Неожењен/Неудата | Ожењен/Удата | Удовац/Удовица | Разведен/Разведена | Непознато |
| ------ | ------ | ---------------- | ------------ | -------------- | ------------------ | --------- |
| Мушки  | 218    | 94               | 108          | 9              | 4                  | 3         |
| Женски | 204    | 47               | 106          | 44             | 3                  | 4         |
| УКУПНО | 422    | 141              | 214          | 53             | 7                  | 7         |

| Пол    | Укупно                    | Пољопривреда, лов и шумарство | Рибарство                            | Вађење руде и камена | Прерађивачка индустрија       |
| ------ | ------------------------- | ----------------------------- | ------------------------------------ | -------------------- | ----------------------------- |
| Мушки  | 107                       | 68                            | 0                                    | 0                    | 5                             |
| Женски | 24                        | 8                             | 0                                    | 0                    | 3                             |
| УКУПНО | 131                       | 76                            | 0                                    | 0                    | 8                             |
| Пол    | Производња и снабдевање   | Грађевинарство                | Трговина                             | Хотели и ресторани   | Саобраћај, складиштење и везе |
| Мушки  | 3                         | 5                             | 3                                    | 3                    | 2                             |
| Женски | 0                         | 0                             | 2                                    | 3                    | 0                             |
| УКУПНО | 3                         | 5                             | 5                                    | 6                    | 2                             |
| Пол    | Финансијско посредовање   | Некретнине                    | Државна управа и одбрана             | Образовање           | Здравствени и социјални рад   |
| Мушки  | 0                         | 0                             | 3                                    | 2                    | 0                             |
| Женски | 0                         | 0                             | 1                                    | 4                    | 1                             |
| УКУПНО | 0                         | 0                             | 4                                    | 6                    | 1                             |
| Пол    | Остале услужне активности | Приватна домаћинства          | Екстериторијалне организације и тела | Непознато            | Непознато                     |
| Мушки  | 0                         | 1                             | 0                                    | 12                   | 12                            |
| Женски | 0                         | 0                             | 0                                    | 2                    | 2                             |
| УКУПНО | 0                         | 1                             | 0                                    | 14                   | 14                            |